# AAV – Verband für Flächenrecycling und Altlastensanierung

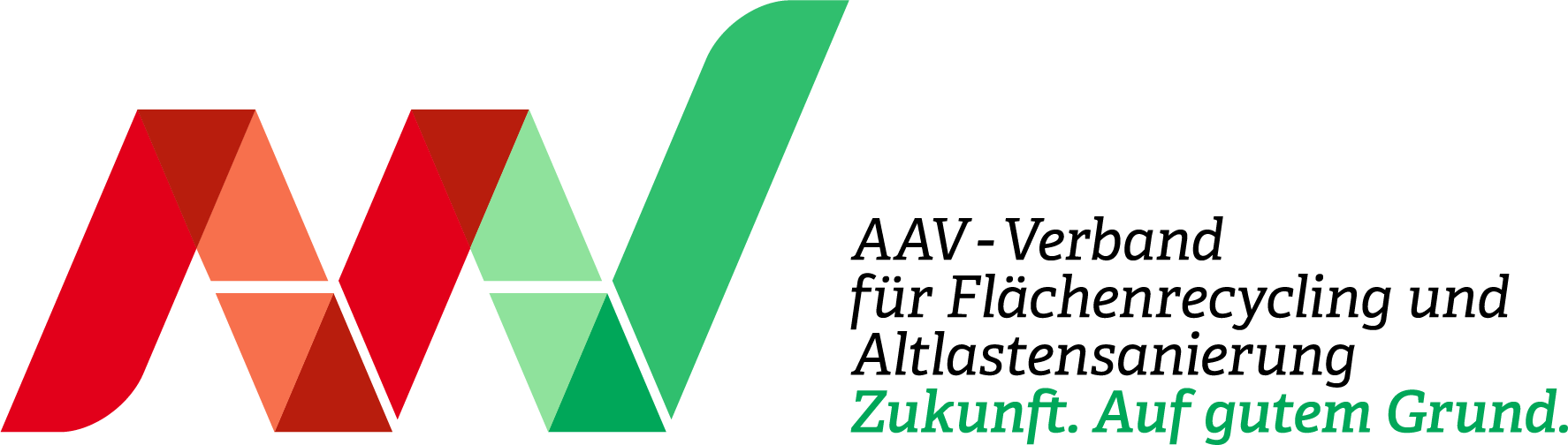
AAV-Logo

Der AAV – Verband für Flächenrecycling und Altlastensanierung ist ein sondergesetzlicher Verband mit Sitz in Hattingen. Er wurde 1988 durch ein Gesetz des Landes Nordrhein-Westfalen gegründet und hatte zunächst hauptsächlich die Aufgabe, Altlasten zu sanieren, für die sich kein Verursacher haftbar machen oder ermitteln ließ. Heute spielt der Verband in NRW zudem eine zentrale Rolle beim Flächenrecycling, also bei der Aufbereitung von Brachflächen, die zuvor industriell bzw. gewerblich genutzt wurden. Mehr als 100 Projekte wickelte der AAV seit seiner Gründung ab (Stand 2023), weitere 66 Projekte stehen aktuell auf dem Maßnahmenplan des Verbandes. In aller Regel ist der AAV dabei Maßnahmenträger und bringt auch den größten Teil der notwendigen Mittel auf (bis zu 80 %).

## Geschichte
In den 1980er-Jahren brachte eine Reihe von spektakulären Umweltskandalen einer breiten Öffentlichkeit zu Bewusstsein, dass von Abfällen und Schadstoffen in Boden und Grundwasser auf lange Sicht erhebliche Gefahren für Mensch und Umwelt ausgehen können. In Nordrhein-Westfalen erregten vor allem Wohnsiedlungen, die auf hochbelasteten Flächen errichtet worden waren, großes Aufsehen: In Bielefeld-Brake erkrankten Menschen in einer Eigenheim-Siedlung, die auf dem Gelände einer früheren Deponie errichtet worden war; in Dortmund-Dorstfeld und Herne-Horsthausen bangten junge Familien um die Gesundheit ihrer Kinder, als bekannt wurde, dass unter ihren Häusern Schadstoffe ehemaliger Kokereien lagen.
In der Berichterstattung über diese und ähnliche Fälle tauchte erstmals ein Begriff auf, der 1989 Eingang in den Duden fand: die Altlast.

### Gründung des AAV
Für die Beseitigung bzw. Sanierung einer Altlast ist der Verursacher verantwortlich (§ 4 Abs. 3 des Bundes-Bodenschutzgesetzes). Bereits zehn Jahre vor dem Bundesgesetz fand das Land NRW mit der Gründung des AAV eine pragmatische Lösung, die bis heute bundesweit einzigartig ist: den Abfallentsorgungs- und Altlastensanierungsverband Nordrhein-Westfalen, so der damalige Name. Stellt eine Bodenverunreinigung eine Bedrohung für Mensch und Umwelt dar, kann der Verband laut AAV-Gesetz dann aktiv werden, wenn kein Verursacher ermittelt oder – zum Beispiel wegen Insolvenz – nicht haftbar gemacht werden kann. So ist sichergestellt, dass schnell eine Gefahrenabwehr erfolgt.

### Entwicklung des AAV
Durch Gesetzesänderungen wurden die Aufgaben und Zuständigkeiten des Verbands nach und nach erweitert. Ein entscheidender Wendepunkt war zudem die erste Kooperationsvereinbarung, die 2002 mit Unterstützung der Landesregierung zu Stande kam: Zusätzlich zu den Pflichtmitgliedern (Land NRW und seine Kommunen) konnten sich nun auch Unternehmen freiwillig dem Verband anschließen.
Aktuell hat der AAV 27 freiwillige Mitglieder, darunter unter anderem Unternehmen aus der Stahlbranche und der Energiewirtschaft. Stärkster und langjähriger Förderer aus der Wirtschaft ist der Förderverein AAV der chemischen Industrie in NRW, in dem sich namhafte Unternehmen der chemischen Industrie zur Unterstützung des AAV zusammen gefunden haben. Ein vergleichbares Modell des kooperativen Umweltschutzes von öffentlicher Hand und privater Wirtschaft gibt es derzeit in keinem anderen Bundesland.
Im Jahr 2012 wurde eine unbefristete Kooperationsvereinbarung zwischen Land, Kommunen und freiwilligen Mitgliedern abgeschlossen und 2022 das AAV-Gesetz zuletzt geändert. Die Kooperationsvereinbarung stärkte den Verband finanziell, das AAV-Gesetz wies dem AAV aber zugleich auch neue Aufgaben zu. Die Landesregierung erhöhte 2013 ihren Jahresbeitrag auf sieben Millionen Euro, der Beitrag der Kommunen wurde verdoppelt, sie zahlen nun 6 Cent pro Bürger, insgesamt also rund eine Million Euro.
Die zusätzlichen Aufgaben des AAV liegen in der Stärkung des Flächenrecyclings, das durch einen Altlastenrisikofonds flankiert wird. Zudem ist der AAV nun als integriertes Beratungs- und Kompetenzzentrum ein zentraler Knotenpunkt im Netzwerk des Wissenstransfers zwischen Forschungseinrichtungen und Unternehmen sowie Behörden und anderen staatlichen Stellen.
Mit der Gesetzesänderung 2013 wandelte sich übrigens auch erneut der Name des Verbands, der seither AAV – Verband für Flächenrecycling und Altlastensanierung heißt. Die drei Buchstaben AAV beließ man als mittlerweile gut eingeführte und positiv besetzte Marke, obschon sie als Abkürzung natürlich nicht mehr passen.

## Aufgaben

### Altlastensanierung
Unverändert sind die zentralen Aufgaben des AAV die Sanierungsuntersuchung von Altlasten und schädlichen Bodenveränderungen sowie die Planung und Durchführung von Sanierungsmaßnahmen. Laut AAV-Gesetz kann der AAV immer dann aktiv werden, wenn es gilt, Gefahren für die menschliche Gesundheit abzuwehren und wenn ein Sanierungspflichtiger nicht oder nicht schnell genug herangezogen werden kann. Auch auf Grundstücken, bei denen Gemeinden oder Gemeindeverbände in der Pflicht stehen, kann der AAV die Sanierung übernehmen.
Seit der letzten Novellierung des AAV-Gesetzes kann der AAV auch im Falle bergbaubedingter Altlasten tätig werden, für deren Abwicklung er gesondert Mittel zugewiesen bekommt.

### Flächenrecycling
Der AAV unterstützt die nordrhein-westfälische Landesregierung durch die Aufbereitung und Reaktivierung von Brachflächen und Altlastengrundstücken dabei, den Verbrauch naturnaher und landwirtschaftlicher Flächen zu senken. Derzeit gehen in NRW durchschnittlich acht Hektar Natur- und Freiflächen pro Tag für den Bau von Verkehrswegen und Wohnhäusern sowie für die Erschließung neuer Gewerbeflächen verloren. Gleichzeitig liegen mehrere Zehntausend Hektar gut erschlossener Fläche brach. Als Projektträger saniert der AAV solche Brachflächen und Altlastengrundstücke und schafft so die Voraussetzungen für neue Gewerbeansiedlungen; er beseitigt innerstädtische Brachen und eröffnet so die Chance, neue Wohnquartiere zu errichten.

### Sonder-Förderprogramm
Einen starken zusätzlichen Impuls gab das Sonder-Förderprogramm Brachflächenmobilisierung für Flüchtlingsunterkünfte und dauerhaften Wohnraum. Dafür stellte die Landesregierung dem AAV seit 2017 insgesamt 9,2 Mio. Euro zur Verfügung, um geeignete Flächen für eine dauerhafte Wohnbebauung zu ertüchtigen. Die Kosten der Flächenrecycling-Maßnahmen werden zu 100 % vom AAV übernommen. Inzwischen sind elf der zwölf Projekte in diesem Programm baulich abgeschlossen. Um ein letztes Projekt des Programms abschließen zu können, wurde der Zeitraum für die Abwicklung bis zum 31. Dezember 2024 verlängert.

### Neue Technologien und innovative Verfahren
Neue Verfahren, die unter Laborbedingungen funktionieren, können in großtechnischer Anwendung scheitern. Deshalb schrecken gewerbliche Anwender vor deren Einsatz zurück. Bei seinen Projekten entwickelt und erprobt der AAV deshalb innovative Technologien zur Sanierung von Altlasten und zur Beseitigung von schädlichen Bodenveränderungen gemeinsam mit unterschiedlichen Partnern. Die Ergebnisse teilt der AAV in seinen Publikationen, bei Fachtagungen und in der direkten Beratung seiner Mitglieder mit. Außerdem nimmt er diese Aufgabe im Rahmen der Umweltwirtschaftsstrategie des Landes NRW wahr.

### Integriertes Beratungs- und Kompetenzzentrum
Die über 35-jährige Partnerschaft von Land, Kommunen und Wirtschaft hat sich bewährt: Die Kooperationspartner bringen ihren Sach- und Fachverstand ein, nutzen das Know-how und Netzwerk des AAV und suchen bei schwierigen Fragen im Dialog nach praktikablen Lösungen. Mit der Novellierung des AAV-Gesetzes im Jahr 2013 wurde der Verband zum integrierten Beratungs- und Kompetenzzentrum. Er bietet seinen Mitgliedern vor allem auf folgenden Gebieten Beratung und fachliche Unterstützung an:
- bei der Feststellung des Ausgangszustandes von Boden- und Grundwasser nach der Europäischen Industrieemissions-Richtlinie;
- bei der Einführung und Anwendung neuer Techniken zur Sanierung von Altlasten und schädlichen Bodenveränderungen, zur Förderung des Flächenrecyclings sowie des Gewässerschutzes;
- in Fragen der Sanierung von Altlasten und schädlichen Bodenveränderungen sowie des Flächenrecyclings;
- durch Moderation und Mediation bei Altlasten und schädlichen Bodenveränderungen, die besondere fachliche oder rechtliche Schwierigkeiten aufweisen;
- im Hinblick auf die Erbringung von Sicherheitsleistungen für Abfallentsorgungsanlagen im Rahmen einer Solidargemeinschaft;
- die Übernahme von Garantien und Bürgschaften: Der Altlastenrisikofonds kann befürchtete Restrisiken bereits sanierter Grundstücke begrenzt auffangen. Dadurch sollen die Chancen für eine Vermarktung und neue Nutzung sanierter Flächen gesteigert werden.
- Unterstützung der „Allianz für die Fläche NRW“ in allen Fragen der Flächenaufbereitung und Wiedernutzbarmachung ehemals genutzter Flächen.

## Organe und Gremien
Der AAV ist eine Körperschaft des öffentlichen Rechts, die sich auf Grundlage des AAV-Gesetzes und einer Satzung selbst verwaltet. Rechtsaufsicht über die Tätigkeiten des Verbandes führt das für Umwelt zuständige Landes-Ministerium.
Die Pflicht-Mitglieder des AAV – Kreise und kreisfreie Städte sowie das Land Nordrhein-Westfalen – und die freiwilligen Mitglieder aus der Wirtschaft entsenden derzeit insgesamt 33 Vertreter in die Delegiertenversammlung (Stand 06/2023), die in der Regel jährlich tagt. Die Delegierten beschließen u. a. den Maßnahmen- und Wirtschaftsplan des AAV und wählen alle fünf Jahre den elfköpfigen Vorstand. Zu dessen Aufgaben zählt nicht zuletzt die Wahl des Geschäftsführers. Außerdem sind die AAV-Mitglieder in weiteren Gremien, wie z. B. in der Kommission für Altlasten und Bodenschutz vertreten, die dem Vorstand die Projekte zur Aufnahme in den Maßnahmenplan vorschlägt und die Arbeiten an den Projekten begleitet.